# Вермелинью
Карлуш Мануэль Оливейрас да Силва (порт. Carlos Manuel Oliveiros da Silva, также известный как Вермелинью порт. Vermelhinho; род. 9 марта 1959, Сан-Жуан-да-Мадейра) — португальский футболист, игравший на позиции левого вингера.

## Клубная карьера
Родившийся в Сан-Жуан-да-Мадейра, Вермелинью подписал контракт с клубом «Порту» в 1982 году после того, как начал играть в местном клубе «Санжуаненсе». В Кубке обладателей кубков 1983/1984 он забил единственный и победный гол в ответном полуфинальном матче против «Абердина» (2:0 по сумме двух матчей). Он также отыграл полностью проигрышный финальный матч против «Ювентуса» (1:2).
Вермелинью, в возрасте 36 лет, завершил карьеру футболиста в своём первом клубе «Санжуаненсе», а также провел по одному сезону в «Шавеше», «Браге» и «Эшпинью».

## Карьера за сборную
За сборную Португалии Вермелинью дебютировал 2 июня 1984 года в проигрышном товарищеском матче против сборной Югославии (2:3). Был включён в состав на Чемпионат Европы 1984 года во Франции, где получил бронзовую медаль, проведя все матчи на скамейке запасных. Второй и последний матч за сборную для Вермелинью состоялся 12 сентября 1984 года в победном матче отборочного турнира на чемпионат мира 1986 против Швеции (1:0), в котором на 87-й минуте заменил Диамантину Миранду.

## Достижения

### «Порту»
- Чемпион Португалии: 1984/85, 1985/86
- Обладатель Кубка Португалии: 1983/84
- Обладатель Суперкубка Португалии: 1983, 1984